# Bracon tenuiceps
Bracon tenuiceps är en stekelart som först beskrevs av Muesebeck 1925.  Bracon tenuiceps ingår i släktet Bracon och familjen bracksteklar. Inga underarter finns listade.